# Бисти (монета)

Полубисти Ираклия II 1781 года (1202 по хиджре) C российским двуглавым орлом

Бисти 1805 год

Бисти — медная персидская и грузинская монета.

## История
Первоначально грузинские бисти чеканились по персидскому образцу и содержали надписи на персидском языке и дату по хиджре. Также на монетах обязательно указывалось имя правящего персидского шаха.
После объединения Грузии в Картли-Кахетинское царство и заключения Георгиевского трактата Екатерина II предоставила право царю Ираклию II чеканить монеты с его портретом, а также с гербами Картли, Кахетии и России. Это право было реализовано лишь отчасти и только на медных бисти, где на аверсе впервые на монетах появился герб Грузии (гербом Грузии тогда являлся герб Багратиони). В то же время производилась чеканка монет с российским двуглавым орлом.
При Ираклии II чеканились также монеты и с одноглавым орлом. Евгений Александрович Пахомов выдвинул несколько версий объяснения этого факта. По одной из них, Ираклий II, разочарованный неспособностью России защитить Грузию в соответствии с Георгиевским трактатом от нападения Ага Мохаммед Шах Каджара, решил изменить российский герб. По другой версии, Ираклий II был вынужден видоизменить российский герб под давлением Персии требовавшей разрыва союзнических отношений с Россией. Также была выдвинута версия о том, что это была просто ошибка резчика штемпелей, что в то время было довольно частым явлением.
При Ираклии II чеканились монеты и с изображением рыбы. Пахомов связывает это с давлением Персии, не желавшей видеть российские и грузинские символы на монетах. Скорее всего, размещение на монетах рыбы было связано с древним христианским символом (ихтис).
После окончательного присоединения Грузии к России чеканка грузинской монеты практически прекратилась. Вскоре было принято решение о возобновлении чеканки в Тифлисе, поскольку перевозить большие суммы в Закавказье было чрезвычайно не выгодно. Монетный двор был устроен в бывших каменных царских банях, из Санкт-Петербурга прибыли инженеры, а из Тулы — резчики. Всего на организацию двора было потрачено 5350 рублей. В честь открытия монетного двора была отчеканена медаль, датированная 15 сентября 1804 года (известная в серебре и золоте).
Основу новой монетной системы составлял абаз (20 копеек), в одном абазе было 10 бисти. 1 бисти равнялся российским двум копейкам. Также как и в предыдущих эмиссиях выпускались три номинала — бисти, полубисти и четверть бисти (пули), соответственно полубисти равнялся российской копейке, а пули российской деньге. Вес бисти составлял 15,55 грамм, полубисти 7,78 гр, пули 3,89.
На аверсе монеты вверху помещалась эмблема Тбилиси — каменная зубчатая корона, ниже по центру монеты надпись «თბილისი» (Тбилиси). В самом низу помещены перекрещенные пальмовая и оливковая ветви.
На реверсе обозначался номинал монеты грузинскими цифрами в динарах что также связано с персидской традицией монетной чеканки. На бисти номинал составлял 20 (динаров), на полубисти 10 и на четверти 5. Ниже, по центру, в две строки надпись «грузинская монета». Внизу ставилась европейская дата грузинскими цифрами.
Чеканка монет в Грузии оказалась также весьма убыточной и вскоре, 14 августа 1835 года, был опубликован указ о закрытии Тифлисского монетного двора и изъятии из обращения грузинской монеты. Российскую разменную монету указывалось впредь возить с дешёвого в производстве екатеринбургского монетного двора через Астрахань.
Почти все грузинские бисти являются ценным нумизматическим материалом с исторической точки зрения и, как правило, имеют высокую коллекционную стоимость.